# Isla Podestá
Isla Podestá es el nombre que se ha dado a un supuesto islote que fue reportado como avistado en 1879 en el sureste del océano Pacífico en el alta mar a unos 1600 km al oeste de las costas de Chile y cuya existencia no ha sido probada con nuevos avistamientos. Se presume que podría ser una eminencia de la cordillera submarina llamada Cordón Roggeveen.  
Otras fuentes señalan que la isla corresponde en realidad a un bulo, inventado por el ocultista estadounidense Hereward Carrington.

## Descubrimiento
Fue presuntamente descubierta y nombrada por un marino italiano de apellido Pinocchio, capitán de un navío llamado Barone Podestà en 1879, quien la describió con una pequeña isla ovalada con una circunferencia de tres cuartos de una milla y de 40 pies de altura, a 870 millas náuticas (1.390 km) al oeste de la ciudad chilena de Valparaíso (más precisamente de El Quisco). Al regresar a Italia, Pinocchio reportó su descubrimiento ante la Oficina Hidrográfica Italiana, la que confirmó que éste no pudo equivocarse en más que algunas millas al fijar su posición, aunque existen otras fuentes que señalan que Pinocchio reportó la isla en Chile.
Posteriormente la nave de Pinocchio naufragó frente a las costas de Nueva York.
Otras fuentes señalan que la isla corresponde en realidad a un bulo, inventado por el ocultista estadounidense Hereward Carrington.

## Cartas náuticas
Hasta 1935 figuró en las cartas náuticas de los Estados Unidos pero desde entonces, al no ser encontrado indicio cierto de su existencia se la retiró.
Ha permanecido incluida en mapas cartográficos chilenos como por ejemplo el Derrotero de la Costa de Chile Vol. N° 1 De Arica a Canal Chacao:

Denunciada en 1879 en Lat. 32º 15' S, Long. 89º 08' W. Es una isla de forma ovalada de 6 cables de circunsferencia, con una restinga en su extremo SW de más o menos 2 millas, donde el mar revienta constantemente. Su altura es de 12.20 metros. Naves que han pasado por la situación arriba indicada no la han avistado (...) En 1957, el Buque Escuela "Esmeralda" efectuó una rebusca sistemática de esta isla, empleando radar y vigías por alto, que abarcó un área de más de 1.350 millas cuadradas. Pese a las buenas condiciones de visbilidad en esta rebusca, ella resultó infructuosa.
Derrotero Costa de Chile, Volumen I 

Se encuentra registrada en la Base de Datos de Nombres Geográficos del Servicio Hidrográfico y Oceanográfico de la Armada de Chile (SHOA). Se aclara sin embargo que su ubicación geográfica es incierta y su registro tiene como objeto advertir a los navegantes de los posibles peligros que su existencia tendría a la navegación.
En otras cartas como el Marine World Database aparece en 33°46′12″S 90°52′12″O / -33.77000, -90.87000 ubicándola en las afueras de Lebu.
Aunque algunas cartas chilenas suelen incluir a Podestá como parte de su territorio nacional, las coordenadas indicadas no la sitúan dentro de la zona económica exclusiva de Chile ni dentro de su plataforma continental y por lo tanto de existir no estaría automáticamente dentro de su jurisdicción sin que medie un acto formal de posesión. Las razones de su inclusión suelen ser atribuidas a que se halla dentro del área denominada mar Presencial que es una zona del Alta Mar en donde la República de Chile adquiere obligaciones por acuerdos internacionales, definido por la Ley N° 19.080 de 1991 en donde se pretende participar en las actividades económicas que allí se realicen y estar presente en las actividades científicas de otros estados, sin reclamar soberanía sobre esas regiones del mar internacional. 
Fuentes ecuatorianas señalan que el gobierno de Chile habría realizado una protesta diplomática luego de que la Asamblea Nacional Constituyente del Ecuador proclamara su soberanía sobre un sector de la Antártida en 1967 con base a la Teoría de la Defrontación, la protesta chilena rechazaba que Ecuador tuviera proyección antártica argumentando que la isla Podestá se lo impediría.

## Actualidad
No ha podido ser identificada mediante imágenes satelitales y la inexactitud en la determinación de su posición en 1879 se considera como causa probable por la cual no ha vuelto a ser hallada. Otras razones consideradas son la posibilidad de que sea un afloramiento submarino producido por actividades volcánicas, por movimientos sísmicos que afectan el fondo marino o que haya desaparecido a causa de la erosión o la variación del nivel del mar. 
El 18 de noviembre de 2008, en ocasión de responder en una conferencia de prensa a una familiar de tres pescadores desaparecidos que afirmaba que se hallaban en la isla Podestá, el comandante en jefe de la Armada de Chile, almirante Rodolfo Codina, en presencia del ministro de defensa, José Goñi, confirmó que nadie ha visto la isla:

"En el caso puntual de esta persona, ellas tienen el dato que les dio una vidente. No es ningún dato exacto, que dice que podría estar en un área del océano donde hay un bajo. Ese bajo ha sido visto una sola vez en nuestra historia, por un navegante, que no recuerdo el nombre, por el año 1890, por ahí. Y figura en las cartas de posición dudosa, porque nunca más, nadie lo ha visto. Por lo tanto, eso se va a conversar con ella. Se trataría de un bajo que está a unas 200 millas de la costa, indudablemente, si el avión pasa, no hay nadie, no va a ver a nadie". Esto lo mencionó una vidente, entonces. "La vidente, yo no sé que conocimiento de mar tiene".La mujer es una familiar directa de los pescadores desaparecidos, y lógicamente, cuando pasan estas cosas, los familiares buscan todos los medios para solucionarlo. "Cuando tienen a alguien enfermo, se recurren a videntes, a cualquier cosa para sanarlo. Es un drama humano que lo he visto varias veces en mi vida de marino, y lo comprendo".
El periódico “ La Estrella ” de Valparaíso el día 18 de Noviembre de 2008, en el edificio de la Armada de Chile, se realizaba una ceremonia con presencia del comandante en jefe, Almirante Rodolfo Codina, y el ministro de Defensa José Goñi, conjuntamente con el director del Centro de Estudios Científicos de Valdivia, que lidera Claudio Bunster.

En la presentación preliminar que Chile hizo el 8 de mayo de 2009 ante la Comisión de Límites de la Plataforma Continental de las Naciones Unidas, en vistas a efectuar una delimitación de las zonas en donde la plataforma continental de Chile se extiende a más de 200 millas marinas de las líneas de base costeras y de sus islas, no hizo mención alguna de la posible existencia de la isla Podestá, ni de ninguna de las demás islas fantasmas que presuntamente se hallarían frente a sus costas. La presentación es el resultado preliminar de intensos trabajos de investigación submarina aún no concluidos y presenta una descripción de áreas marinas y elevaciones submarinas. De acuerdo a la presentación, Chile identificó cuatro áreas en donde su plataforma continental se ampliaría a más de 200 millas marinas de la costa continental y de los tres archipiélagos oceánicos, sin que ninguna de ellas cubra las coordenadas en donde se reportó a la isla Podestá.
Actualmente la micronación de la República de la Isla Rino reclama la "soberanía" sobre la Isla Podestá.

## Otras islas fantasmas
Otras rocas y arrecifes han sido reportados en diversas épocas en la región, las cuales están categorizadas colectivamente como islas fantasmas. Ejemplos de esto son la roca Minnehaha o la roca Yosemite.